# Kern (családnév)
A Kern régi német családnév. Jelentése mag.

## Híres Kern nevű személyek
- Kern András (1948) színművész, rendező, író, énekes, humorista
- Kern Aurél (1871–1928) zenei író, zenekritikus, zeneszerző
- Christian Kern (1966) osztrák szociáldemokrata politikus
- Kern Edit (1967) válogatott labdarúgó
- Kern Herman (1876–1957) gombaszakértő, növényvédelmi szakember, a mezőgazdasági tudományok kandidátusa
- Kern Hermann Ármin (1838–1912) festőművész
- John W. Kern (1849–1917) Indiana szenátora